# Grande Prêmio da Espanha de 1971
Resultados do Grande Prêmio da Espanha de Fórmula 1 realizado em Montjuïc em 18 de abril de 1971. Segunda etapa da temporada, nela o britânico Jackie Stewart conquistou a primeira vitória da equipe Tyrrell-Ford.

## Resumo
Ken Tyrrell estreou como dono de equipe no Grande Prêmio da África do Sul de 1968 utilizando carros da Matra e da March a partir de então, contudo tornou-se um construtor efetivo na Fórmula 1 no Grande Prêmio do Canadá de 1970. Agora vê uma equipe com seu nome vencer sua primeira prova na categoria.

## Classificação da prova
| Pos.   | Nº | Piloto               | Construtor       | Voltas | Tempo/Diferença        | Grid | Pontos |
| ------ | -- | -------------------- | ---------------- | ------ | ---------------------- | ---- | ------ |
| 1      | 11 | Jackie Stewart       | Tyrrell-Ford     | 75     | 1:49:03.4              | 4    | 9      |
| 2      | 4  | Jacky Ickx           | Ferrari          | 75     | + 3.4                  | 1    | 6      |
| 3      | 20 | Chris Amon           | Matra            | 75     | + 58.1                 | 3    | 4      |
| 4      | 14 | Pedro Rodríguez      | BRM              | 75     | + 1:17.9               | 5    | 3      |
| 5      | 9  | Denny Hulme          | McLaren-Ford     | 75     | + 1:27.0               | 9    | 2      |
| 6      | 21 | Jean-Pierre Beltoise | Matra            | 74     | + 1 volta              | 6    | 1      |
| 7      | 12 | François Cevert      | Tyrrell-Ford     | 74     | + 1 volta              | 12   |        |
| 8      | 10 | Peter Gethin         | McLaren-Ford     | 73     | + 2 voltas             | 7    |        |
| 9      | 8  | Tim Schenken         | Brabham-Ford     | 72     | + 3 voltas             | 21   |        |
| 10     | 16 | Howden Ganley        | BRM              | 71     | + 4 voltas             | 17   |        |
| 11     | 24 | John Surtees         | Surtees-Ford     | 67     | + 8 voltas             | 22   |        |
| NC     | 3  | Reine Wisell         | Lotus-Ford       | 58     | Não classificado       | 16   |        |
| Ret    | 2  | Emerson Fittipaldi   | Lotus-Ford       | 54     | Suspensão              | 14   |        |
| Ret    | 27 | Henri Pescarolo      | March-Ford       | 53     | Motor                  | 11   |        |
| Ret    | 6  | Mario Andretti       | Ferrari          | 50     | Motor                  | 8    |        |
| Ret    | 19 | Alex Soler-Roig      | March-Ford       | 46     | Bomba de combustível   | 20   |        |
| Ret    | 17 | Andrea de Adamich    | March-Alfa Romeo | 26     | Transmissão            | 18   |        |
| Ret    | 18 | Ronnie Peterson      | March-Ford       | 24     | Ignição                | 13   |        |
| Ret    | 5  | Clay Regazzoni       | Ferrari          | 13     | Motor                  | 2    |        |
| Ret    | 25 | Rolf Stommelen       | Surtees-Ford     | 9      | Pressão do combustível | 19   |        |
| Ret    | 15 | Jo Siffert           | BRM              | 5      | Câmbio                 | 15   |        |
| Ret    | 7  | Graham Hill          | Brabham-Ford     | 5      | Falhas na direção      | 10   |        |
| Fonte: |    |                      |                  |        |                        |      |        |

## Tabela do campeonato após a corrida
|   | Pos. | Piloto         | Pontos |
| - | ---- | -------------- | ------ |
| 1 | 1    | Jackie Stewart | 15     |
| 1 | 2    | Mario Andretti | 9      |
| 5 | 3    | Jacky Ickx     | 6      |
| 1 | 4    | Chris Amon     | 6      |
| 2 | 5    | Clay Regazzoni | 4      |

|   | Pos. | Construtor   | Pontos |
| - | ---- | ------------ | ------ |
|   | 1    | Ferrari      | 15     |
|   | 2    | Tyrrell-Ford | 15     |
| 1 | 3    | Matra        | 6      |
| 1 | 4    | Lotus-Ford   | 3      |
| 5 | 5    | BRM          | 3      |

- Nota: Somente as primeiras cinco posições estão listadas. Em 1971 os pilotos computariam cinco resultados nas seis primeiras corridas do ano e quatro nas últimas cinco. Neste ponto esclarecemos: na tabela dos construtores figurava somente o melhor colocado dentre os carros de um time.